# Летючі змії
Летючі змії (Chrysopelea) — рід змій з родини Вужеві. Має 5 видів.

## Опис
Загальна довжина представників цього роду коливається від 1 до 1,5 м. Мають масивну, добре окреслену голову з великими очима. Луска кілевата, головні щитки помітно збільшені. Основний тон забарвлення зелений з візерунком із чорних та жовтих або помаранчевих смуг. Таке забарвлення дозволяє змії прекрасно маскуватися в листі дерев.

## Спосіб життя
Полюбляють дощові тропічні ліси, сади, зарості чагарників по берегах водойм. Літаючі змії ведуть деревний спосіб життя, вони добре лазять не тільки по гілках, а й по вертикальних поверхнях. Характерною особливістю цих змій є здатність здійснювати довгі стрибки (наче планери) на відстань до 7 метрів. Нерідко змії роблять багато стрибків поспіль, переміщаючись таким чином на великі відстані. Харчуються деревними ящірками, але не гребують й дрібними ссавцями та птахами.
Це яйцекладна змія. Самки відкладають до 12 яєць.
Це дуже гарні змії, тому їх часто тримають у приватних тераріумах.

## Розповсюдження
Мешкають в Індії, Китаї, Індокитаї, на Філіппінських та Зондских островах.

## Види
- Chrysopelea ornata
- Chrysopelea paradisi
- Chrysopelea pelias
- Chrysopelea rhodopleuron
- Chrysopelea taprobanica